# Raphaël (chanteur français)
Pour les articles homonymes, voir Raphaël (homonymie) et Haroche.
Raphaël Haroche, de son mononyme Raphaël (né le 7 novembre 1975 dans le huitième arrondissement de Paris), est un auteur-compositeur-interprète, musicien et écrivain français.

## Biographie

### Origines et famille
Raphaël Arnaud Grégory Haroche naît le 7 novembre 1975, à Paris. Du côté maternel, il descend d'une famille juive alsacienne, française depuis la Révolution. Du côté paternel, son grand-père, Albert Haroche, avocat à Paris, est un séfarade originaire du Maroc, et sa grand-mère, Valentine Roublev, est issue d'un couple de médecins de la communauté juive russe d'Odessa. Ses parents ont été tous deux avocats et éditeurs. Son père, Joël Haroche, est également romancier. Son oncle Serge Haroche est un physicien français, lauréat du prix Nobel de physique 2012,.
Raphaël est, par sa mère, l'arrière-petit-fils d'Alfred Lang-Willar, homme d'affaires et personnalité du Tout-Paris, disparu tragiquement dans un accident d’avion avec son épouse, Suzanne Picard, après avoir échappé au naufrage du paquebot Georges Philippar ; dans un portrait que lui consacre Le Monde en 2015, l'artiste évoque « la ligne de faille sur trois ou quatre générations », ouverte par leur tragique destin.

### Enfance et jeunesse
Raphaël Haroche passe son enfance à Boulogne-Billancourt, puis à Paris derrière les hauts murs d'un hôtel particulier du Marais, et fréquente le lycée Henri-IV.
Enfant, il apprend le piano puis se met à la guitare. Ses idoles sont David Bowie, Bob Dylan, Jimi Hendrix, Renaud, ou encore Barbara. Plus tard, il découvre Bashung, Christophe, Gérard Manset. Ses auteurs préférés sont Kerouac, Kafka et Joris-Karl Huysmans. Il essaye de jouer dans des groupes avant de se mettre à écrire seul des chansons. Il fréquente, après son baccalauréat, l'université Paris-II, en section droit. Peu intéressé par ce domaine, malgré l'obtention d'un DEA en droit de la propriété intellectuelle et artistique, il s'adonne entièrement à sa passion de la musique d'abord, puis de l'écriture.

### Débuts etCaravane(2000–2006)
À vingt-quatre ans, Raphaël signe son premier album chez EMI sous le titre Hôtel de l'univers. Le disque à la tonalité rock affirmée rencontre un succès d'estime et se vend à 65 000 exemplaires . Raphaël assure les premières parties de Frank Black, de Vanessa Paradis en 2001 et de David Bowie en 2002 à l'Olympia.
C'est avec son deuxième album, La Réalité, que Raphaël rencontre en 2003 son premier vrai succès public grâce à un duo avec Jean-Louis Aubert sur la chanson Sur la route. La Réalité devient disque d'or. Mais la consécration vient vraiment avec son troisième album Caravane, disque de diamant vendu à 1,8 million d'exemplaires (meilleure vente de 2005), qui obtient trois Victoires de la musique en mars 2006 : meilleur artiste masculin, meilleur album, et meilleure chanson pour Caravane. Tous les titres extraits de cet album (Caravane, Ne partons pas fâchés, Et dans 150 ans et Schengen) bénéficient d'une couverture radio intense.
En 2006, Raphaël obtient le NRJ Music Award de l'artiste masculin francophone de l'année.

### Je sais que la terre est plate(2005–2008)

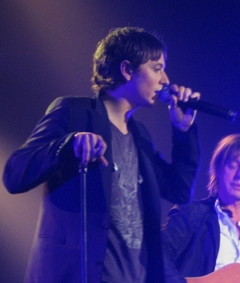
Raphaël en concert en 2007.

La tournée qui suit le succès de l'album Caravane se déroule d'octobre 2005 à novembre 2006, avec un passage par le Zénith de Paris en juin 2006 pour trois concerts qui servent à l'élaboration de l'album live Résistance à la nuit, qui sort en septembre 2006. À la suite de cet album, Raphaël sort en novembre 2006 son premier DVD, Raphael live, qui comprend un concert au Zénith de Paris et celui du Châtelet. Le 2 et le 3 octobre 2006, Raphaël est en effet monté sur la scène du Châtelet avec quatre musiciens (Mike Garson, Simon Edwards, Daniel Mille et Denis Benarrosh), pour interpréter ses propres titres et des reprises. En février 2007, l'album live acoustique Une nuit au Châtelet sort dans les bacs. Début 2007, il participe à la tournée Les Aventuriers d'un autre monde avec Jean-Louis Aubert, Alain Bashung, Cali, Daniel Darc et Richard Kolinka. Il participe également à une mini-tournée d'Alain Bashung qu'il rejoint sur scène chaque soir pour reprendre en duo sa Chanson pour Patrick Dewaere et Frédéric de Claude Léveillée.
Le 17 mars 2008, paraît son quatrième album, Je sais que la terre est plate. Réalisé avec la participation de Tony Visconti et Renaud Letang, l'album devient disque de platine avec plus de 300 000 exemplaires vendus. Ses titres phares sont Le Vent de l'hiver et un duo avec le chanteur jamaïcain Frederick Toots Hibbert, Adieu Haïti. L'album a bénéficié des talents de Robert Aaron aux claviers et aux cuivres, Gail Ann Dorsey à la basse et Mino Cinelu aux percussions,. La tournée qui comportera tous les Zéniths de France, passera par Madagascar et La Réunion et s'achèvera au Palais omnisports de Paris-Bercy en décembre 2008.

### Funambule,Pacific 231etPacific Tour(2009–2011)

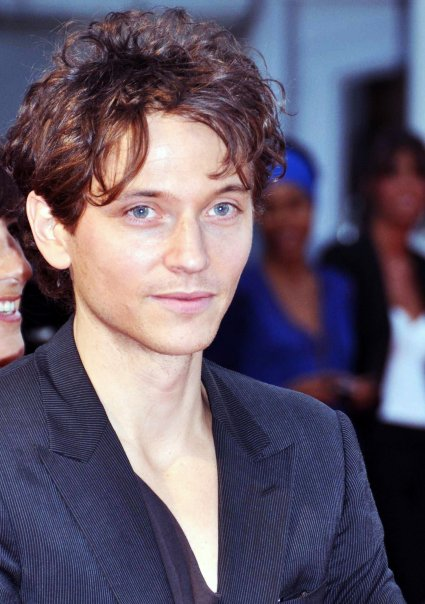
Raphael au festival de Deauville 2009.

Entre novembre 2009 et avril 2010, Raphael prépare un nouvel album qu'il conçoit comme un « retour au blues, au rock et aussi à des ambiances plus mystérieuses ». Raphael s'entoure d'Adrian Utley, guitariste de Portishead, Albin de la Simone, Benjamin Lebeau (du groupe The Shoes), Adrian Belew ou encore Sly Johnson (beat box).
Début 2010, il se lance dans une tournée acoustique en solo, Funambule, avec des anciens titres, des nouvelles chansons qu'il teste sur son public, ainsi que des reprises : Modern Love de David Bowie, Hey Hey My My de Neil Young et Osez Joséphine de Bashung.
Raphaël ajoute à sa guitare son piano et son harmonica des vocodeurs et des instruments bricolés commandés par des pédales, avec des projections d'images sur scène.
Le 27 septembre 2010 sort son cinquième album, Pacific 231, comportant notamment Terminal 2B et Bar de l'hôtel (dont le clip est en partie censuré par M6).
La critique est élogieuse,,,, certains évoquant le meilleur album de la rentrée. Pacific 231 sera vendu à 100 000 exemplaires (disque de platine).
La chanson Le Patriote est diversement appréciée. Rendant hommage selon ses propres déclarations à Renaud (Hexagone) et Jacques Dutronc (Merde in France), Raphael s'en prend à « l’esprit de café du commerce » et au « patriotisme de comptoir » : « J'ai comme une idée qu'il faut que j'te dise/Cette France, hé bien moi, j’la méprise ». Nihiliste provocateur pour le JDD ou faux rebelle bobo pour Marianne 2, Raphaël s'attire également les foudres de l'extrême droite. Il enfonce le clou en chevauchant dans un clip une statue de Jeanne d'Arc, icône souvent mise en avant par l'extrême droite.
Une tournée intitulée Pacific Tour suit la sortie de cet album (notamment deux soirs à l'Olympia en novembre). Le concert de La Coopérative de Mai (à Clermont-Ferrand) est filmé par Jacques Audiard, qui avait déjà réalisé un clip pour Raphael ; cette captation sort en DVD, Raphael live, vu par Jacques Audiard, composé du concert et d'un entretien entre les deux artistes.

### Super-Welter(2012–2013)
Super-Welter sort à l'automne 2012. Ce sixième opus, entièrement réalisé chez lui, est produit par Benjamin Lebeau et mixé par Craig Silvey. L'album, devenu disque d'or, est considéré par Libération, L'Express et Le Parisien comme le meilleur album français de l'année. Il reçoit quatre clefs Télérama . Les Inrockuptibles ne sont pas en reste qui le jugent « rapide et cinglant comme une trainée de poudre », et évoquent « ses chansons étourdissantes, délices toxiques ». Raphaël est lauréat du Globe de cristal de l’artiste masculin de l'année..
Entre juin et septembre 2013, est prévue une série de concerts à travers la France (festivals des Francofolies, Nuits de Fourvière, Vieilles Charrues) et également au Canada. Raphaël réalise également en 2013 un court-métrage de 22 min intitulé Revox, librement inspiré des chansons de Super welter.

### SomnambulesetAnticyclone(2014–2019)

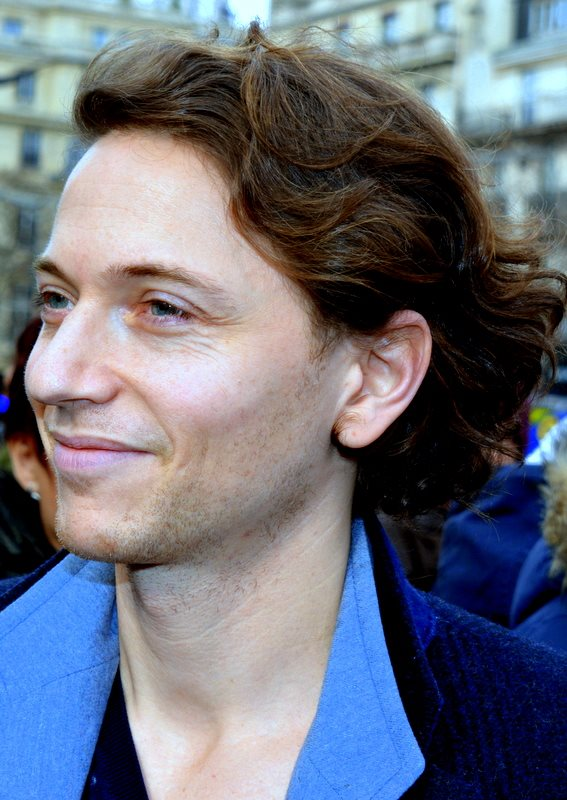
Raphael en 2016.

Début juin 2014, Raphaël apparaît sur l'album La bande à Renaud (reprises des chansons du chanteur français Renaud). Il y interprète Chanson pour Pierrot. En juillet 2015, Raphaël reprend l'album Matrice de Gérard Manset ainsi que d'autres titres de celui-ci dans une création unique sur la scène nationale de La Coursive, à la demande des Francofolies de la Rochelle. C'est la première fois que les chansons de Manset sont jouées sur scène, le concert sera retransmis en direct sur France Inter et recevra un bon accueil. Il fera l'objet d'un CD.
En mars 2015, Raphaël diffuse un nouveau titre, Somnambule, premier extrait de son nouvel album éponyme qui sort le 20 avril 2015. Particularité de Somnambule, l'omniprésence des chœurs d'enfants de l'école Houdon (18e arrondissement de Paris). L'opus est enregistré au studio Ferber et à l'école Houdon par Craig Silvey. Les chansons sont écrites par Raphaël et David Ivar, le chanteur du groupe Herman Dune qui l'accompagne sur l'album. Raphaël réalise le clip du premier single Somnambule en mars 2015. L'album reçoit des critiques élogieuses, quatre clés pourTélérama et la une du quotidien Le Parisien.[réf. nécessaire] Une tournée s'ensuit qui débute à l'automne.
En mai 2017 sort le titre L'année la plus chaude de tous les temps extrait du huitième album qui parait le 22 septembre 2017 sous le titre Anticyclone. Le Monde salue un nouvel album inspiré. Stéphane Davet écrit : « Si une chanson d’Anticlyclone a repris mot pour mot l’une des nouvelles de Retourner à la mer (Quel genre d’ami ferait ça) pour le titre le plus noir et ironique de l’album, les dix autres morceaux renouent avec une fibre plus exaltée, conditionnée par une voix aux fêlures rêveuses ».Le Figaro écrit : « Sans être un disque engagé, l'album prend plusieurs thèmes d'actualité à bras-le-corps. Notamment l'écologie (L'année la plus chaude de tous les temps), les attentats du 13 novembre 2015 (Paris est une fête) ou la communication de couple à l'heure du portable (La question est why). Sur cette chanson, Raphaël donne la réplique à son épouse, la comédienne Mélanie Thierry, et ce pour la première fois ». Une tournée débute en octobre 2017,.

### #ensembleàlamaison etHaute fidélité(2020–2021)
Dans le cadre du confinement lié à la pandémie de Covid-19, Raphael décide de s'associer à l'opération #ensembleàlamaison qui regroupe diverses initiatives de direct avec des comédiens et des chanteurs. Il donne un premier concert improvisé avec ses propres chansons et des reprises le 20 mars 2020 sur sa page Instagram puis sur sa page Facebook. D’autres rendez-vous ont lieu tout au long du confinement.[réf. nécessaire]
Le neuvième album de Raphael sort le 5 mars 2021 sous le titre Haute fidélité. Pour cet opus réalisé par Bertrand Lebeau, Raphael s'est entouré de nombreux artistes : la chanteuse Pomme pour Le Train du soir, Clara Luciani pour le duo Si tu pars, ne dis rien, Arthur Teboul, du groupe Feu! Chatertton, pour La jetée, Valeria Bruni Tedeschi sur la chanson Maquillage bleu. L'album aux sonorités rock affirmées s'achève sur un titre en hommage au chanteur Christophe, Norma Jean. L'accueil de la critique est très favorable : Raphael renaît au meilleur de lui-même, pour Télérama qui décerne ses quatre clefs, un album brut, innocent, innovant et certainement son meilleur, pour Marianne, un album aérien pour Le Point, Haute fidélité frappe par son élégance, pour Paris Match. Le Parisien salue un disque percutant et autobiographique, comme la plate-forme Qobuz, qui y voit un mariage singulier d'intimité et de force brute. Pour Le Monde, Raphael signe là « des chansons à fleur de peau et mélancoliques, concises comme de courts poèmes, qui évoquent notre vie sous cloche, l’ivresse amoureuse et les fragilités existentielles ». La sortie de l'album est accompagnée de plusieurs clips de Jean-Baptiste Mondino et d'un clip de Mathieu Cesar (Le Train du soir) auquel Mélanie Thierry, compagne de l'artiste, prête son concours, seize ans après Caravane.

### Bande magnétique(2022–2023)
Du 17 au 27 mars 2022, Raphael retrouve son public aux Bouffes du nord, à Paris, pour Bande magnétique, un spectacle original, à mi-chemin entre concert et théâtre.
Sur scène, l'artiste revisite vingt ans de son répertoire, à partir des pistes studios originales, remixées, réarrangées et parfois torturées en live et envoyées dans les magnétos par un étrange ingénieur du son. Entre chaque titre, parfois même au cours de l'un d'eux, le technicien (joué en alternance par Maxence Tual ou Jean-Luc Vincent) interpelle le chanteur, bouscule ses certitudes, questionne sa sincérité. Mêlant le vrai et le faux, il semble connaître la vie personnelle du chanteur, son enfance, sa famille, ses amours et n'hésite pas à partager avec le public des informations auxquelles il n'aurait jamais dû avoir accès. Le tout donne au spectacle une dimension à la fois réjouissante et onirique. La sensation de rêve est accentuée par le décor de forêt profonde, les stucs somptueusement délabrés du théâtre et l'apparition d'un spectre interprété chaque soir par un comédien différent sur les notes de Quel genre d'ami ferait ça.
La critique est enthousiaste. « Un show unique, magnifique, » écrit Emmanuel Marolle, dans Le Parisien. Dans Le Monde, Stéphane Davet évoque « une représentation magnétique ovationnée par un public debout ». Philippe Chevilley dans Les Échos sous le titre « Le tour de magie de Raphael », écrit : « Dans ce rêve éveillé, les tubes du chanteur réorchestrés revêtent une puissance inédite. Raphael, en apesanteur, impose son tendre charisme. »
À l'issue des dix représentations données à guichets fermés, Tristane Banon écrit dans Marianne : « Bande magnétique, c'est un concert qui n'est pas que ça, c'est un échange, l'occasion d'un jeu entre Raphaël et son public. Ce fil qui tient bon depuis dix-sept ans avec lui, ce soir-là, devient une corde indestructible... Après avoir rempli jusqu'au débordement, et dix soirs de suite, le théâtre des Bouffes-du-Nord à Paris, cette merveilleuse folie est partie sur les routes de France ». »
Fin mars 2022, Bande magnétique entame une tournée à travers l'hexagone. Une soixantaine de dates sont prévues.

### Une autre vie(depuis 2024)
Le dixième album de Raphael sort le 8 mars 2024 sous le titre Une autre vie. Il comprend des chansons très inspirées de sa vie personnelle, qui tournent autour du même thème : l'amour comme solution au chaos du monde « aux guerres de l'est, aux vieux tyrans, à la dérive des continents ». C'est le leitmotiv des deux premiers singles, L'Espoir et Heure sup. Pourtant, explique l'artiste, rien ne sert de courir derrière le bonheur, car « il s’effraie si on l’approche » chanté en duo avec son fils Aliocha. La nostalgie est aussi un refuge pour Raphael, celle des premiers temps de l'amour (Nostalgia) ou de "l’altitude où il volait", enfant, sur les épaules de son père (« sur les épaules »). Si la femme aimée est présente dans plusieurs chansons du disque, elle a surtout inspiré le titre qui donne son nom à l’album, un slow qui, à travers elle, rend hommage à toutes les actrices, capables d'exprimer « l'immensité des sentiments » et de vivre chaque jour à l’écran d’autres vies que la leur.
Dès la sortie de l'album, le single Heure sup entre dans la playlist de la plupart des radios FM et des grandes stations généralistes, comme France Inter, RTL ou Europe 1. L'œuvre est accueillie très favorablement par la presse écrite : pour Libération, « le musicien atteint une forme de plénitude avec ce nouvel album, trait d'union lumineux entre passé et présent ». Dans Les Échos, Christian Eudeline salue « un sommet, un mélange parfait de poésie et d'audace ». Dans Le Journal du dimanche, Ludovic Perrin, évoquant le single l'espoir, écrit :« depuis son tube caravane, rarement une chanson de Raphaël ne nous avait autant tenu au corps ». Seul Télérama, tout en admettant « des chansons efficaces et de possibles tubes », semble regretter le caractère commercial du disque[réf. nécessaire].

### Vie privée
Raphaël est en couple avec l'actrice française Mélanie Thierry depuis 2002. Ils ont ensemble trois garçons : Roman (né en 2008), Aliocha (né en 2013) et le troisième Isaac (né en 2024). Le couple se marie le 17 juin 2022.

## Activités parallèles

### Cinéma et théâtre

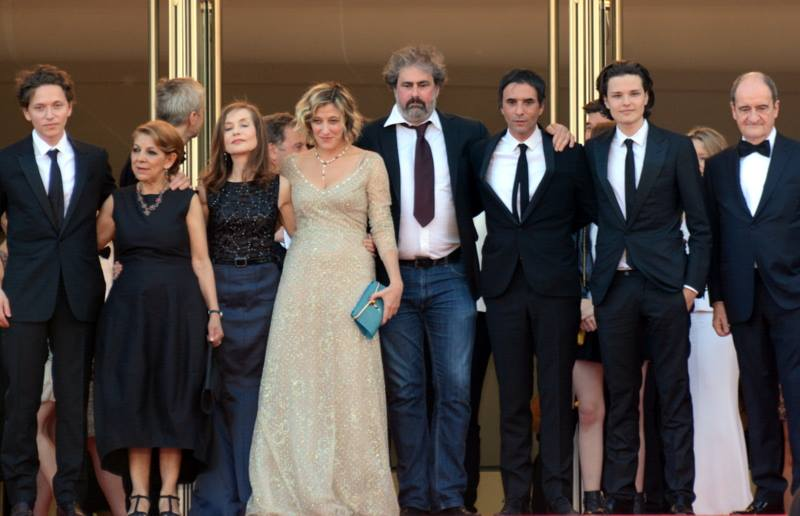
Raphael à gauche dans l'équipe dAsphalte au Festival de Cannes, 2015.

Lors du festival du cinéma américain de Deauville 2009, il est membre du jury de la Révélation Cartier. Il est également membre du jury du Brussels Film Festival en 2014.
Après deux apparitions au cinéma au début de sa carrière, Raphael tourne en 2010 sous la direction de Claude Lelouch dans le film Ces amours-là où il joue Louis, un amant de l'héroïne interprétée par Audrey Dana. Raphael fait ensuite une incursion au théâtre en jouant en 2011 Pour l'amour de Gérard Philipe, de Pierre Notte, avec Emma de Caunes, au théâtre La Bruyère du 23 février au 9 avril.
Il compose plusieurs musiques de films : Un voyage de Samuel Benchetrit sorti en 2013, Asphalte du même réalisateur, sorti en 2015 et Les Cowboys de Thomas Bidegain, sorti en 2015. Ces deux derniers films sont présentés au festival de Cannes 2015. Pour la musique du film Les Cowboys, il est nommé en 2016 pour le César de la meilleure musique originale à la 41e cérémonie des César. Il réalise aussi Revox en 2013, un court-métrage musical, ainsi que les clips de Manager et Somnambule.

### Littérature
En mars 2017, Raphaël publie sous son nom complet, Raphaël Haroche, le recueil de nouvelles Retourner à la mer, dans la collection blanche de Gallimard. Pour son entrée en littérature, Raphaël reçoit le Prix Goncourt de la nouvelle 2017.
Gérard Davet, pour Le Monde, dans un portrait de Raphaël, écrit : « Ceux habitués à l'impressionnisme sombre et sentimental de [ses] chansons [...] ont pu être surpris par le style épuré et précis des histoires de Retourner à la mer. Tout comme par sa galerie d'anti-héros (un ouvrier d'abattoir, un vigile, une strip-teaseuse au ventre couturé, un fils indigne...), d'une humanité tour à tour pathétique, cruelle, drôle et tendre, assez éloignée de son image médiatique de vagabond existentiel. » Retourner à la mer est aussi un succès de librairie qui fait l'objet de plusieurs rééditions et d'une publication en poche en 2018.
En septembre 2021, Raphael publie chez Gallimard un nouveau recueil de douze nouvelles, intitulé Une éclipse. Pour Le Figaro, Une éclipse « est un volume d'histoires tragiques, cocasses, tendres, signées par un auteur au mieux de sa forme. » Paris Match salue un auteur qui « démontre une fois encore la fulgurance de son écriture ». Decitre évoque « douze textes éclatants de maîtrise. Avec une grande finesse et un sens de l'absurde comme du tragique, Raphael Haroche a l'art d'explorer l'âme humaine dans ses minuscules défauts. » Livres Hebdo écrit : « Contrairement à bon nombre d'autres écrivains, qui considèrent la nouvelle (souvent une novella) comme un roman en miniature, avec un début et une fin articulés, Raphaël Haroche est un vrai nouvelliste. Chez lui, tout est allusion, sous-entendu, non-dit, mystère, voire limite du fantastique[réf. nécessaire]. »
Depuis 2022, Raphaël Haroche est membre permanent du Prix Méduse  qui a récompensé en août 2022 Vers la Violence (également Grand prix des lectrices de Elle (2023) de Blandine Rinkel et en août 2023 La Colère et l'Envie (également Prix littéraire de la vocation 2023) de Alice Renard éditions Héloïse d'Ormesson 2023.
Le premier roman de Raphaël Haroche, Avalanche, paraît le 12 janvier 2023 dans la collection Blanche de Gallimard. Après la mort de leur mère, deux frères d'une famille désargentée intègrent un pensionnat suisse huppé, refuge privilégié de rejetons d'oligarques. Ils sont confrontés à la violence et à l'absence de limites qui règnent dans cette petite société sans pitié. Roman de la fraternité, Avalanche est aussi une chronique cruelle de l'adolescence, « cet âge si bizarre » dans lequel Raphaël Haroche voit « quelque chose de crépusculaire ».
Dans L'Express, Pauline Leduc écrit : « Avalanche est un premier roman vertigineux dont on peine à se déprendre. » Pour le JDD du 8 janvier, « c'est un livre à la fois noir et solaire qui fait parfois penser à Salinger. » Emmanuel Khérad pour La Librairie francophone de France Inter y voit « le roman de ce début d'année, magnifique, émouvant, parfaitement construit. Un petit bijou. » Dans Le Canard enchaîné du 25 janvier 2023, Rodolphe Schneider décrit Avalanche comme « un roman d'apprentissage, troublant et crépusculaire... On pense le chemin balisé, on se trompe, l'auteur brouille les pistes, prend des chemins de traverse... L'ambiance devient mystérieuse, on est troublé, happé. » Dans une pleine page que le Monde des livres consacre à l'artiste, Fabrice Gabriel écrit : « Un incendie blanc, voilà qui définirait assez bien les grâces brulantes et fragiles d'un roman comme Avalanche ». Pour Alice Develey qui signe la critique d'Avalanche dans Le Figaro du 16 février 2023 : « la scène finale, tableau et métaphore du roman, est absolument bouleversante »[réf. souhaitée].

## Discographie

### Bandes son
- 2014 : Un voyage de Samuel Benchetrit
- 2015 : Asphalte de Samuel Benchetrit
- 2015 : Les Cowboys de Thomas Bidegain
- 2023 : Soudain seuls de Thomas Bidegain

### Collaborations
Benjamin Biolay l'a aidé pour son premier album en l'accompagnant au piano sur le titre Libre service. Raphael a également collaboré avec de nombreux artistes, dont Stephan Eicher (Rendez-vous, en 2007, sur l'album Eldorado), Daniel Darc, Gérard Manset, Florent Pagny (Comme l'eau se souvient, en 2006, sur l'album Abracadabra), Johnny Hallyday (Je n'appartiens qu'à toi, en 2008, sur l'album Ça ne finira jamais) ou Calogero (Le plus beau jour, en 2002, sur l'album qui porte son nom et Un jour parfait, sur l'album 3). Il a écrit et réalisé trois titres pour Zaz sur le premier album de cette dernière sorti en 2010 : La Fée, Port Coton et Éblouie par la nuit. Il a également interprété des titres écrits par Gérard Manset, Stephan Eicher, Boris Bergman et Dick Annegarn.
Il a participé aux concerts des Enfoirés en 2006, 2007, 2009 et 2024. En 2005, il chante en duo La foule avec Laetitia Casta (album L'hymne à la Môme, hommage à Piaf) En 2008, il participe au concert Les grands gamins de l'association Sol En Si ; il reprend Une petite cantate de Barbara sur l'album issu de ce concert. La même année, il chante en duo Le ruisseau de mon enfance avec Salvatore Adamo (album Le Bal des gens bien). En 2010, il chante Les peines perdues dans le conte musical Docteur Tom ou la Liberté en cavale. En 2011, il reprend L'Apiculteur d'Alain Bashung sur l'album hommage Tels Alain Bashung. En 2014, il reprend Chanson pour Pierrot de Renaud sur l'album hommage La Bande à Renaud, il chante en duo avec Gérard Manset, Toutes choses, sur l'album Un oiseau s'est posé et il reprend J'arrive où je suis étranger de Jean Ferrat sur l'album hommage Des airs de liberté. En 2016, il reprend Soulève-moi sur l'album hommage Balavoine(s). En 2017, il chante Port Coton en breton sur l'album collectif Breizh eo ma bro ! En 2018, il offre le titre et joue sur Les Salines d'Alain Bashung sur l'album posthume En amont. En 2021, sur son album Haute Fidélité, il chante en duo avec Pomme sur le titre Le train du soir, et avec Clara Luciani sur le titre Si tu pars ne dis rien qu'ils ont co-écrit.

## Œuvre littéraire
- Raphaël Haroche, Retourner à la mer, Paris, Gallimard, coll. « Blanche », février 2017, 166 p. (ISBN 978-2-07-269515-5) ; prix Goncourt de la nouvelle 2017 ; Retourner à la mer, Folio, septembre 2018, 2e éd. (ISBN 978-2-07-279320-2).
- Raphaël Haroche, Une éclipse, Paris, Gallimard, coll. « Blanche », septembre 2021, 190 p. (ISBN 978-2-07-2939525).
- Raphaël Haroche, Avalanche, Paris, Gallimard, coll. « Blanche », 12 janvier 2023, 224 p. (ISBN 9782072991356).

## Filmographie

### Réalisateur

#### Court métrage
- 2013 : Revox (court métrage de 22 minutes)
- 2018 : Florence Aubenas, une femme libre (documentaire de 26 minutes pour Arte)

#### Clips
Pour ses chansons :
- Et dans 150 ans
- Manager
- Somnambule

### Comédien ou chanteur

#### Cinéma
- 1999 : Peut-être de Cédric Klapisch - figurant
- 2000 : The Dancer de Fred Garson - courte apparition
- 2010 : Ces amours-là de Claude Lelouch : Louis

#### Série d'animation
- 2014 : Silex and the City, série de Jul, épisode La Tournée des Évolués : lui-même (voix)

#### Clips
Pour ses chansons :
- Cela nous aurait suffi, réalisé par Seb Caudron
- Laisse faire
- Hôtel de l'univers
- Ô compagnons, réalisé par Jacques Audiard
- Sur la route en duo avec Jean-Louis Aubert
- Caravane, réalisé par Olivier Dahan
- Ne partons pas fâchés, réalisé par Olivier Dahan
- Schengen, réalisé par Olivier Assayas
- Le Vent de l'hiver, réalisé par Olivier Dahan
- Le petit train, réalisé par Mabrouk El Mechri
- Adieu Haïti
- Le Bar de l'hôtel, réalisé par Olivier Dahan
- Le Patriote, réalisé par Samuel Benchetrit
- La petite misère, réalisé par Samuel Benchetrit
- L'Année la plus chaude de tous les temps, réalisé par Valentin Petit

#### Captations de ses concerts
- 2006 : Résistance à la nuit - Live 2006 (DVD 1 - Zénith De Paris, DVD 2 - Théâtre Du Châtelet (Concert acoustique))
- 2011 : Live vu par Jacques Audiard

## Théâtre
- 2011 : Pour l'amour de Gérard Philipe[55], de Pierre Notte, avec Emma de Caunes, au Théâtre La Bruyère du 23 février au 9 avril.

## Distinctions

### Récompenses
- Victoires de la musique 2006 : artiste interprète masculin, album de chansons/variétés pour Caravane, chanson originale pour Caravane
- Prix Raoul-Breton (SACEM) 2006
- NRJ Music Awards 2006 : artiste masculin francophone
- Globe de cristal 2013 : meilleur interprète masculin pour son album Super-Welter
- Prix Goncourt de la nouvelle 2017 pour son recueil de nouvelles Retourner à la mer (Gallimard)

### Nominations
- Victoires de la musique 2002 : révélation
- Victoires de la musique 2004 : album rock
- NRJ Music Awards 2006 : album francophone pour Caravane, chanson francophone pour Caravane
- NRJ Music Awards 2007 : artiste masculin francophone
- Victoires de la musique 2012 : DVD musical pour Live vu par Jacques Audiard
- Victoires de la musique 2013 : album rock pour Super-Welter
- César 2016 : meilleure musique originale pour Les Cowboys

### Participations événementielles
- Festival du cinéma américain de Deauville 2009 : juré de la Fondation Cartier
- Brussels Film Festival 2014 : juré[54]
- Festival du film francophone d'Angoulême 2017 : juré
- Festival du film de Cabourg 2018: juré